# Cosmozetes cubanus
Cosmozetes cubanus är en kvalsterart som beskrevs av Balogh och Sandór Mahunka 1974. Cosmozetes cubanus ingår i släktet Cosmozetes och familjen Microzetidae. Inga underarter finns listade i Catalogue of Life.